# Nicolae Berechet (pugilist)
Nicolae Berechet (n. 16 aprilie 1915, Dioști, România – d. 14 august 1936, Berlin, Germania Nazistă) a fost un pugilist român, campionul României în 1935 la categoria ușoară. A murit în timpul Jocurilor Olimpice din 1936 de la Berlin, fiind probabil otrăvit. Autoritățile germane de atunci l-au îngropat, refuzând repatrierea corpului neînsuflețit și investigarea cazului.
La 11 august 1936 a fost eliminat în prima rundă a categoria ușoară după ce a pierdut lupta cu Evald Seeberg.  La câteva zile după meci, el a murit misterios din cauza otrăvirii sângelui și a fost înmormântat în Berlin.